# Akvaario
Akvaario è un album in studio del gruppo femminile finlandese Indica, pubblicato nel 2014. La versione in lingua inglese del disco è uscita contestualmente con il titolo Shine.

## Tracce

### Versione finlandese
1. Älä Kanna Pelkoa - 3:30
2. Liian Kaunis Vailla Suuntaa - 3:33
3. Suunta On Vain Ylöspäin - 3:05
4. Savuton Ja Onneton - 3:51
5. Sun Oma - 4:10
6. Nirvanaan - 3:35
7. Tuuliajolla - 4:25
8. Kultaan Kuun - 3:52
9. Tuule Tuuli - 3:39
10. Maailma Loppuu - 2:54
11. Onnen Syy - 4:13
12. Älä Kanna Pelkoa (Akustinen) - 4:02
13. Akvaario (Akustinen) - 3:24

### Versione inglese
1. Mountain Made of Stone - 4:10
2. Uncovered - 3:34
3. A Definite Maybe - 3:33
4. Goodbye to Berlin - 3:05
5. Run Run - 3:52
6. Here and Now - 3:52
7. Missing - 3:49
8. Hush Now Baby - 3:38
9. Behind the Walls - 3:30
10. A Kid in the Playground - 2:51
11. War Child - 3:55
12. Humming Bird (iTunes + digipak bonus) - 4:24
13. Lucid (iTunes bonus) - 4:12